# Giampaolo Calanchini
Giampaolo Calanchini (ur. 4 lutego 1937 w Argencie, zm. 19 marca 2007 w Bolonii) – włoski szablista, dwukrotny medalista olimpijski oraz wicemistrz świata.
Na igrzyskach olimpijskich w Rzymie w 1960 roku wspólnie z Wladimiro Calarese, Pierluigim Chiccą, Mario Ravagnanem i Roberto Ferrarim zajął drużynowo trzecie miejsce. Na rozgrywanych cztery lata później igrzyskach olimpijskich w Tokio reprezentacja Włoch w składzie: Wladimiro Calarese, Giampaolo Calanchini, Pierluigi Chicca, Mario Ravagnan i Cesare Salvadori zdobyła drużynowo srebrny medal. W obu przypadkach nie startował w turniejach indywidualnych.
Również w drużynie zdobył srebrny medal na mistrzostwach świata w Paryżu (1965).